# (33129) Ivankrasko
(33129) Ivankrasko ist ein Asteroid des Hauptgürtels, der am 1. Februar 1998 von den slowakischen Astronomen Peter Kolény und Leonard Kornoš am Observatorium der Comenius-Universität Bratislava in Modra (IAU-Code 118) in der Slowakei entdeckt wurde.
Der Asteroid wurde am 30. Januar 2010 nach dem slowakischen Dichter und Schriftsteller Ivan Krasko (1876–1958) benannt, dessen unter dem Einfluss des französischen Symbolismus entstandenes Werk mehrheitlich der literarischen Moderne zuzuordnen ist.